# Долгое (озеро, Северо-Казахстанская область)
Долгое (каз. Долгое) — озеро в Жамбылском районе Северо-Казахстанской области Казахстана. Находится в 5 км к юго-западу от села Макарьевка.
По данным топографической съёмки 1944 года, площадь поверхности озера составляет 1,68 км². Наибольшая длина озера — 2,7 км, наибольшая ширина — 0,9 км. Длина береговой линии составляет 6,8 км, развитие береговой линии — 1,46. Озеро расположено на высоте 153 м над уровнем моря.